# Содді (муніципалітет)
Содді (італ. Soddì, сард. Soddie) — муніципалітет в Італії, у регіоні Сардинія,  провінція Ористано.
Содді розташоване на відстані близько 360 км на південний захід від Рима, 105 км на північ від Кальярі, 37 км на північний схід від Ористано.
Населення — 121 особа (2014).

## Демографія
Населення за роками:

Станом на 1 січня 2023 року в муніципалітеті офіційно проживали 2 іноземці з 2 країн, серед них 1 громадянин країн Євросоюзу.

## Сусідні муніципалітети
- Аїдомаджоре
- Боронедду
- Гіларца